# Kojice
Kojice är en ort i Tjeckien.   Den ligger i regionen Pardubice, i den centrala delen av landet, 70 km öster om huvudstaden Prag. Kojice ligger 210 meter över havet och antalet invånare är 411.
Terrängen runt Kojice är platt. Runt Kojice är det ganska tätbefolkat, med 116 invånare per kvadratkilometer. Närmaste större samhälle är Kolín, 13,4 km väster om Kojice. Trakten runt Kojice består till största delen av jordbruksmark.